# 建康路 (元朝)
建康路是元朝设置的一个路。在今江苏省南京市，部分在镇江市、扬州市境内。
元朝消灭南宋政权后，改建康府为建康路，天历二年（1329年）以文宗潜邸，改为集庆路，辖境相当今江苏南京、仪征、句容、溧水、溧阳、高淳等市县（区）地。